# ریچارد بروکس (هنرپیشه)
ریچارد بروکس (انگلیسی: Richard Brooks؛ زادهٔ ۷ دسامبر ۱۹۶۲) هنرپیشه، کارگردان و خواننده اهل ایالات متحده آمریکا است. از فیلم‌هایی که وی در آن نقش داشته است می‌توان به کلاغ: شهر فرشتگان، در عمق زیاد و خارج از حد اشاره کرد.